# Synagoge (Mommenheim)

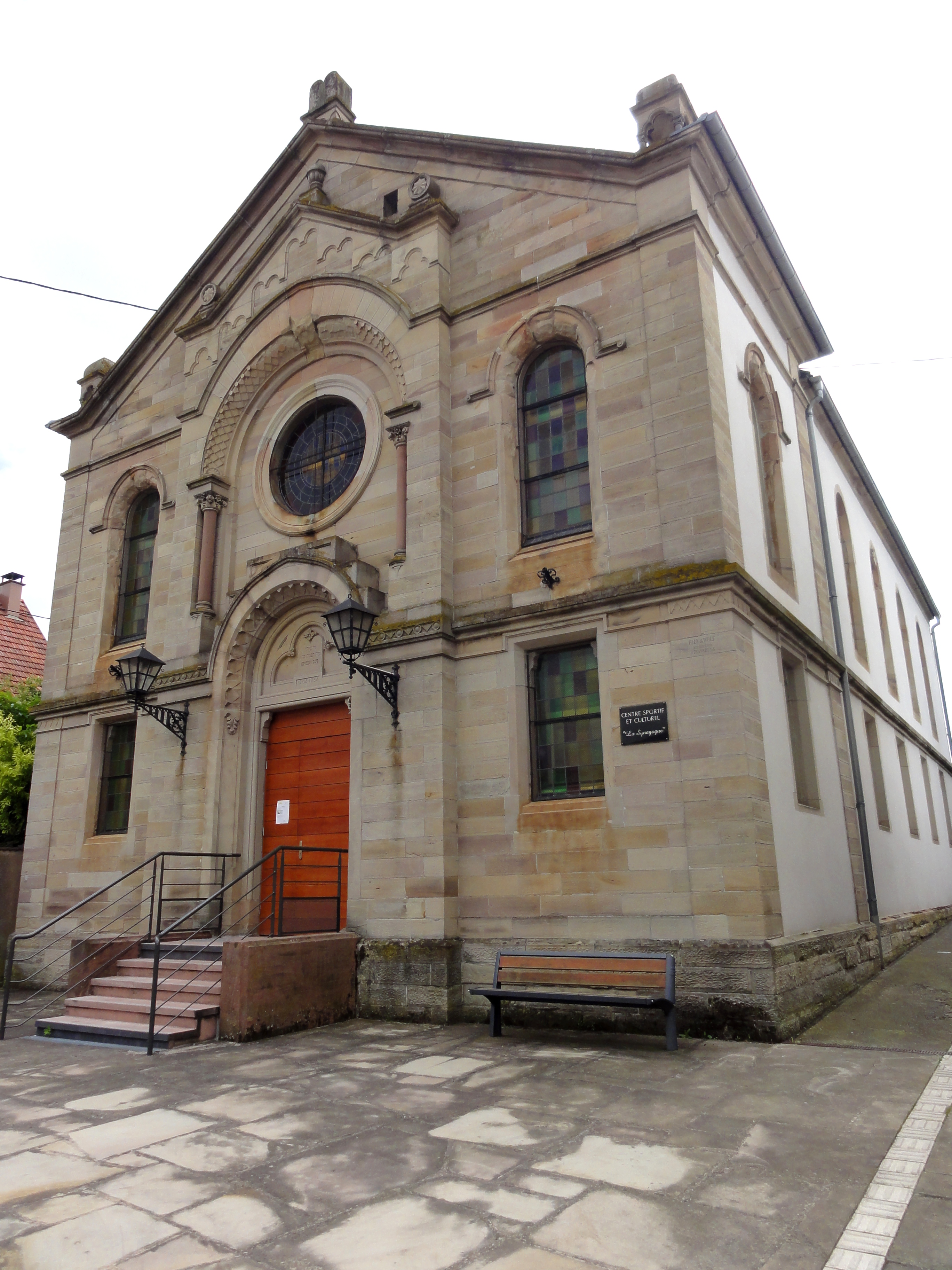
Synagoge in Mommenheim, 2016

Die Synagoge von Mommenheim, einer französischen Gemeinde im Département Bas-Rhin in der Region Grand Est, ist ein ehemaliges jüdisches Gotteshaus, das heute als Sport- und Kulturzentrum genutzt wird.

## Geschichte
In Mommenheim existierte seit dem 17. Jahrhundert eine jüdische Gemeinde, welche zu ihrer Hochzeit im 19. Jahrhundert über 270 Mitglieder hatte. Die erste Synagoge wurde 1775 erbaut und 1869 nach mehreren Renovierungen durch einen Neubau ersetzt. Das heute noch stehende Gebäude wurde 1904 errichtet. Während der deutschen Besetzung Frankreichs im Zweiten Weltkrieg wurden die Mommenheimer Juden zunächst nach Südfrankreich, später in die Vernichtungslager in Osteuropa deportiert. Die Synagoge wurde 1940 in Brand gesteckt und schwer beschädigt. Nach 1945 kehrte ein Teil der überlebenden Juden nach Mommenheim zurück. Die Synagoge wurde 1957 restauriert und diente der stark dezimierten Gemeinde (ca. 25 Personen) noch einige Jahre als Gebetsraum.
Im März 2019 wurde das Gebäude mit Hakenkreuzen beschmiert.